# Estação Saint-Laurent
A Estação Saint-Laurent é uma das estações do Metrô de Montreal, situada em Montreal, entre a Estação Place-des-Arts e a Estação Berri-UQAM. Faz parte da Linha Verde.
Foi inaugurada em 14 de outubro de 1966. Localiza-se no Boulevard de Maisonneuve. Atende o distrito de Ville-Marie.

## Origem do nome
O nome é uma homenagem a São Lourenço de Roma, mártir católico do século XIII.

## Ruas próximas
- boulevard de Maisonneuve
- rue St-Dominique

## Pontos de interesse
- CECI (Centre canadien d'études et de coopération internationale)
- Cégep du Vieux-Montréal
- Ex-Centris Cinéma et nouveaux médias
- Casa de Jeanne-Mance
- Monument National (École nationale de théâtre)
- Musée Juste pour rire
- Université de Québec à Montréal
- Pavillon Sainte-Catherine